# Tribunale per i crimini di guerra di Nanchino
Il tribunale per i crimini di guerra di Nanchino è stato istituito nel 1946 dal governo di Chiang Kai-shek per giudicare quattro ufficiali dell'esercito imperiale giapponese accusati di crimini commessi durante la seconda guerra sino-giapponese. Era uno dei dieci tribunali istituiti dal governo nazionalista.

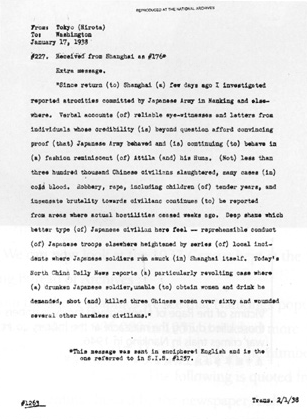
Il telegramma di Harold John Timperley del 17 gennaio 1938 che descrive alcune atrocità, poi usato come prova contro Hisao Tani

## Processo
Tra gli accusati c'erano il generale Hisao Tani, il generale Rensuke Isogai, il comandante della compagnia Capitano Gunkichi Tanaka e i sottotenenti Toshiaki Mukai e Tsuyoshi Noda, resi famosi dalla gara ad uccidere 100 persone con la spada.
Il generale Yasuji Okamura fu condannato per crimini di guerra nel luglio 1948 dal Tribunale, ma fu immediatamente protetto dall'ordine personale del leader nazionalista Chiang Kai-shek, che lo mantenne come consigliere militare per il Kuomintang (KMT).
Mentre veniva interrogato dagli inquirenti, ha però testimoniato sul massacro di Nanchino:
Come Iwane Matsui era stato giudicato dal tribunale di Tokyo; Il principe Kanin Kotohito, Kesago Nakajima e Heisuke Yanagawa erano morti dal 1945; Isamu Chō si era suicidato e il principe Yasuhiko Asaka aveva ottenuto l'immunità dal generale Douglas MacArthur in quanto membro della famiglia imperiale, Hisao Tani era l'unico ufficiale perseguito per il massacro di Nanchino. Fu riconosciuto colpevole il 6 febbraio 1947 e giustiziato da un plotone d'esecuzione il 26 aprile. Tutti gli accusati furono condannati a morte nel 1947.
Il bilancio è di 300.000 vittime, la stima ufficiale incisa sul muro di pietra all'ingresso del Memorial Hall per le vittime del massacro dell'esercito giapponese a Nanchino.